# Napuljske četvrti
Napuljske četvrti su sektori koji se unutar grada identificiraju posebnim geografskim i topografskim, funkcionalnim i povijesnim značajkama.

## Pozadina
Pragmatičnom sankcijom izdanom 6. siječnja 1779. kralj Ferdinand IV naredio je da se grad Napulj podijeli na 12 četvrti kako bi se uspostavio i u svakoj od njih bio sudac Velikog kaznenog suda, kako bi se pogodovalo javnoj sigurnosti građana. 12 okruga gradske podjele iz 1779. imalo je sljedeću denominaciju:
- Quartiere di San Ferdinando
- Quartiere di Santa Maria della Vittoria
- Quartiere di Monte Calvario
- Quartiere di San Giuseppe
- Quartiere di San Giovanni Maggiore
- Quartiere di Portanova
- Quartiere di San Lorenzo
- Quartiere dell'Avvocata
- Quartiere della Stella
- Quartiere di San Carlo all'Arena
- Quartiere della Vicaria
- Quartiere del Carmine Maggiore

S vremenom je četvrti postalo 30, i iako više nemaju nikakvu administrativnu funkciju, i dalje se koriste u svakodnevnom jeziku kao geografske reference. Odlukama općinskog vijeća br. 13 od 10. veljače 2005., br. 15 od 11. veljače, br. 21 od 16. veljače, br. 29 od 1. ožujka i br. 68 od 21. ožujka, grad Napulj je podijeljen u 10 općina. Prethodno je općina bila podijeljena na 21 circoscrizioni, koji se sastojao od 30 gradskih četvrti.

## Podjela
| Četvrt                  | Circoscrizione (1980.-2006.)                                      | Općina (2006.-danas) |
| ----------------------- | ----------------------------------------------------------------- | -------------------- |
| Arenella                | Circoscrizione 11 Arenella                                        | Općina 5             |
| Avvocata                | Circoscrizione 08 Avvocata - Montecalvario - San Giuseppe - Porto | Općina 2             |
| Bagnoli                 | Circoscrizione 01 Bagnoli                                         | Općina 10            |
| Barra                   | Circoscrizione 19 Barra                                           | Općina 6             |
| Chiaia                  | Circoscrizione 05 Chiaia - Posillipo - San Ferdinando             | Općina 1             |
| Chiaiano                | Circoscrizione 14 Chiaiano                                        | Općina 8             |
| Fuorigrotta             | Circoscrizione 02 Fuorigrotta                                     | Općina 10            |
| Marianella              | Circoscrizione 12 Piscinola - Marianella                          | Općina 8             |
| Mercato                 | Circoscrizione 07 Mercato - Pendino                               | Općina 2             |
| Miano                   | Circoscrizione 13 Miano                                           | Općina 7             |
| Montecalvario           | Circoscrizione 08 Avvocata - Montecalvario - San Giuseppe - Porto | Općina 2             |
| Pendino                 | Circoscrizione 07 Mercato - Pendino                               | Općina 2             |
| Pianura                 | Circoscrizione 04 Pianura                                         | Općina 9             |
| Piscinola               | Circoscrizione 12 Piscinola - Marianella                          | Općina 8             |
| Poggioreale             | Circoscrizione 17 Poggioreale                                     | Općina 4             |
| Ponticelli              | Circoscrizione 18 Ponticelli                                      | Općina 6             |
| Porto                   | Circoscrizione 08 Avvocata - Montecalvario - San Giuseppe - Porto | Općina 2             |
| Posillipo               | Circoscrizione 05 Chiaia - Posillipo - San Ferdinando             | Općina 1             |
| San Carlo all'Arena     | Circoscrizione 09 Stella - San Carlo all'Arena                    | Općina 3             |
| San Ferdinando          | Circoscrizione 05 Chiaia - Posillipo - San Ferdinando             | Općina 1             |
| San Giovanni a Teduccio | Circoscrizione 20 San Giovanni a Teduccio                         | Općina 6             |
| San Giuseppe            | Circoscrizione 08 Avvocata - Montecalvario - San Giuseppe - Porto | Općina 2             |
| San Lorenzo             | Circoscrizione 06 San Lorenzo - Vicaria                           | Općina 4             |
| San Pietro a Patierno   | Circoscrizione 16 San Pietro a Patierno                           | Općina 7             |
| Scampia                 | Circoscrizione 21 Scampia (1992. izdvojeno iz Secondigliano)      | Općina 8             |
| Secondigliano           | Circoscrizione 15 Secondigliano                                   | Općina 7             |
| Soccavo                 | Circoscrizione 03 Soccavo                                         | Općina 9             |
| Stella                  | Circoscrizione 09 Stella - San Carlo all'Arena                    | Općina 3             |
| Vicaria                 | Circoscrizione 06 San Lorenzo - Vicaria                           | Općina 4             |
| Vomero                  | Circoscrizione 10 Vomero                                          | Općina 5             |
| Zona Industriale        | Circoscrizione 17 Poggioreale                                     | Općina 4             |

## Ostali toponimi
Dolje je popis neslužbenih toponima (neki su bili u prošlosti, na primjer u zakonu o rehabilitaciji) koji se odnose na područja Napulja za koja se zna da nemaju administrativnu vrijednost. Često su to relativne četvrti ili mala sela koja su nekada bila izvan grada, a kasnije su uključena u urbano tkivo.
A
- Agnano
- Arenaccia

B
- Belvedere
- Borgo dei Vergini
- Borgoloreto
- Borgo Marinari
- Borgo Orefici
- Borgo Santa Lucia
- Borgo Sant'Antonio Abate

C
- Camaldoli e Camaldolilli
- Capodichino
- Capodimonte
- Cariati
- Case Nuove
- Cavalleggeri d'Aosta
- Cavone
- Centro direzionale
- Centro Storico (Napulj)
- Colli Aminei
- Coroglio

D
- Doganella
- Duchesca

F
- Forcella
- Foria
- Frullone

G
- Gianturco
- Guantai
- Guantai nuovi
- La Gaiola

M
- Marechiaro
- Materdei
- Megaride
- Mergellina
- Miradois
- Monte di Dio
- Monte Echia
- Montesanto
- Mostra d'Oltremare

N
- Nazaret
- Nisida
- Nuova Shenzou[5]

O
- Orsolone

P
- Pallonetto di Santa Chiara
- Pallonetto di San Liborio
- Pallonetto di Santa Lucia
- Pasconcello
- Petraio
- Piedigrotta
- Pignasecca
- Pisani
- Pizzofalcone
- Ponti Rossi

Q
- Quartieri Spagnoli[6]
- Quattro palazzi

R
- Rione Alto
- Rione Amedeo
- Rione Amicizia
- Rione Antignano
- Rione Ascarelli
- Rione Carità
- Rione De Gasperi
- Rione Flegreo
- Rione La Loggetta
- Rione Luzzatti
- Rione Sanità
- Rione Sant'Alfonso
- Rione Santa Rosa
- Rione Traiano
- Rione Villa

S
- San Rocco
- Sant'Eframo e Sant'Eframo vecchio
- Sant'Erasmo
- Spinelli

T
- Tarsia
- Toledo
- Torretta
- Torricelli

V
- Vasto
- Ventaglieri
- Vicarìa vecchia
- Vigliena

Z
- Zona ospedaliera

## Vanjske poveznice
- Guide turistiche della città partenopea (talijanski). Inačica izvorne stranice arhivirana 23. lipnja 2019. Pristupljeno 23. lipnja 2019.
|